# داستین جانسون
داستین جانسون (انگلیسی: Dustin Johnson؛ زادهٔ ۲۲ ژوئن ۱۹۸۴) یک گلف‌باز اهل ایالات متحده آمریکا است.